# Росавиа
«Росавиа» — российская авиакомпания, создание которой планировалось на базе авиакомпаний «Красноярские авиалинии», «Домодедовские авиалинии», «Самара» и «Атлант-Союз». Юридическим лицом новой авиакомпании стало ОАО «Авиакомпания».
Учредителями компании являлись госкорпорация «Ростехнологии» и Правительство Москвы (учредительное собрание состоялось 21 октября 2008 года). «Ростехнологии» должны получить 51 % акций ОАО «Авиакомпания», правительство Москвы — 49 %. В дальнейшем планировалось присоединение к «Авиалиниям России» следующих авиакомпаний, находящихся под контролем государства:
- Государственная транспортная компания «Россия» (после выделения президентского авиаотряда и акционирования);
- «Оренбургские авиалинии» (после выделения аэропортового имущества и акционирования);
- «Кавминводыавиа» (после выделения аэропортового имущества и акционирования);
- «Владивосток Авиа»;
- «Дальавиа»;
- «Саратовские авиалинии» (после выделения аэропортового имущества).

По состоянию на сентябрь 2010 года авиакомпания, создание которой так и не было завершено, находилась в состоянии банкротства.

## История создания
В ноябре 2008 года в маркетинговых целях рабочее название «Авиалинии России» было изменено на «Росавиа». Авиакомпания была официально зарегистрирована 15 января 2009 года.
В марте 2009 руководители участников «Росавиа» договорились, что в течение летнего сезона 2009 они не только не будут объединены, но даже не согласуют расписания.
Создание новой авиакомпании встретило на своём пути ряд сложностей, в частности, противоречия среди её руководства. В итоге в конце 2009 года министр транспорта России Игорь Левитин предложил не создавать конкурента «Аэрофлоту», а вместо этого передать ему все активы «Росавиа», в обмен на что «Ростехнологии» получат пакет акций «Аэрофлота». В феврале 2010 года стало известно, что премьер-министр России В. В. Путин одобрил предложения Минтранса о том, что компания «Росавиа» создаваться не будет (ОАО «Авиакомпания» будет ликвидировано), а активы, которые предполагалось внести в «Росавиа», будут переданы «Аэрофлоту».
В итоге в сентябре 2010 года ОАО «Авиакомпания» подало иск о собственном банкротстве.

## Собственники и руководство
С момента образования авиакомпании её генеральным директором являлся Виталий Ванцев. 16 апреля 2009 года его сменил на посту заместитель министра транспорта России Борис Король, избранный советом директоров компании.

## Флот
«Росавиа» рассматривала возможность приобретения российских самолётов Sukhoi Superjet 100.